# Sacha Ketoff
Sacha Ketoff, né à Saint-Dié-des-Vosges le 1er octobre 1949 et mort le 8 avril 2014 à Paris, est un artiste peintre et designer franco-italien.

## Biographie
Fils de l’ingénieur et architecte Serge Ketoff, Sacha Ketoff grandit entre Paris et Milan. Il fréquente dès son plus jeune âge le milieu artistique contemporain, notamment Jean Prouvé et Jean Dubuffet, amis proches de la famille.
À partir de 1969, il intègre l’académie des beaux-arts de Milan (Academia di Brera) en section peinture et se spécialise en histoire de l'art sur les primitifs italiens. Il poursuit ses études à l’école d’architecture de Paris (UP5 et UP6).
Il collabore dès 1969 avec la galerie d’Art de Franco Toselli à Milan et entretient, par ce biais, des relations suivies avec les tenants de l’arte povera : Luciano Fabro, Alighiero Boetti, Michelangelo Pistoletto, Joseph Beuys et Cy Twombly.

### Premières œuvres
Au début de sa carrière, il s'intéresse à la moto et à la personnalisation (dans l'esprit de la Kustom Kulture, active depuis une bonne dizaine d'années aux États-Unis) . En 1974 Il transforme à son idée une moto anglaise Matchless 350 Cm3 monocylindre (cadre chromé, réservoir d'essence  remplacé par une douille d'obus , réservoir d'huile décoré d'une plume réalisée à la feuille d'argent, selle de cuir) . L'aspect évoque un chopper mais moins outranvcier, avec beaucoup de touches personnelles et reste conduisible au quotidien.
L'artiste présente sa création dans la revue Moto-Journal où il signe d'ailleurs divers articles et essais sous le pseudonyme (très transparent) de Chaketoff
En 1978, il présente sa première exposition personnelle, Air Crash, à la Galerie Lacloche à Paris. Sacha Ketoff élabore son travail autour des airs et du vol en choisissant d’exposer des vestiges d’avions accidentés. L’exposition donne lieu à un catalogue dont les textes sont signés Paul Virilio.
Les années 1980 marquent le début d’une activité importante dans le domaine du design, avec des conceptions pour la maison Ecart International d’Andrée Putman. En 1985, sa lampe W&O (en hommage aux frères Orville et Wilbur Wright) est lauréate du concours de la lampe de bureau organisé par l’APCI. Elle a été éditée par Aluminor et est entrée dans les collections permanentes du musée Cooper Hewitt de New York. Il travaille également pour les agences de publicité, faisant notamment les décors des spots publicitaires de Bonduelle, L'Oréal et de La Poste.
À partir des années 1990, Sacha Ketoff revient à la peinture avec un travail sur les villes archaïques de Troie et de Babylone. Il présente ses grands formats (190 × 240 cm) lors d’une exposition personnelle – « Troie, image votive de la ville » – à la galerie de Tugny Lamarre à Paris puis, en 1993, au musée de l’évêché à Limoges dans « Babylone, annexe du Monde ». Il participe, la même année, à l’exposition collective « Design, miroir du siècle » au Grand Palais à Paris, dans une scénographie de François Seigneur et sous la direction de Marianne Barzilay et Sylvain Dubuisson, commissaires de l'exposition.
Il enseigne le design à l’école Camondo à partir 1995 et est nommé professeur contractuel à l’école des beaux arts de Perpignan.
En 2001, Sacha Ketoff publie un roman largement autobiographique, Villa Sul Lago, aux éditions du Seuil.

### Les années 2000
Parallèlement à son travail de plasticien, il poursuit des recherches sur les techniques anciennes du tirage photographique : collodion, nitrate-albumine et sur la fabrication de sténopés, dans le but ultime de retrouver la photo qu’aurait pu développer Léonard de Vinci. En 2006, à l’occasion de l’exposition collective « Les peintres de la vie moderne », une série de ces photographies entre dans les collections permanentes du Centre Pompidou à Paris.
En 2004, il est l’auteur d’un court métrage, Fisherman avec David Henry et Claire Delorme qui narre à la manière d'un conte fantastique, l'histoire d'un pêcheur amputé d'un bras qui sauve une sirène pêchée par erreur (grand prix du festival de Dijon 2005 / Prix de l’innovation au festival de Villeurbanne en 2005) qui utilise également les techniques de la camera obscura (sténopé). Ce court métrage filmé dans la région du Nord et en studio à Paris fut en sélection officielle au Festival international de court métrage de Clermont-Ferrand en 2005 et fut diffusé sur Arte dans l'émission de court-métrage Court-circuit.
Si sa peinture reste très sombre dans ses nuances et par les techniques picturales utilisées (goudron, or, fusain, éléments végétaux et animaux en décomposition, noir « humain »), les années 2000 marquent l’avènement de la couleur chez Sacha Ketoff. Huile, acrylique, peinture en bâtiment, une explosion de couleurs caractérise alors les portraits et autres « mythologies personnelles » qui empruntent aux mythes classiques et modernes et puisent leur inspiration dans les rêves de l’artiste.
En 2008, une exposition collective au château de Tours présente différentes facettes de son œuvre picturale (dessins, peinture et photographie).
À partir de 2012 jusqu’à sa mort, il expose à la galerie Maïa Muller à Paris.